# Fyer jezik
Fyer jezik (fier; ISO 639-3: fie), afrazijski jezik kojim govori istoimeno pleme Fyer ili Fer u nigerijskoj državi Plateau. Jedan je od dva jezika istoimene podskupine fyer koja nosi ime po njemu, i koja je dio zapadnočadske skupine čadskih jezika.
26 100 govornika (2000).

## Vanjske poveznice
- Ethnologue (14th)
- Ethnologue (15th)